# Callum Elson
Callum Elson (31 de diciembre de 1998) es un deportista británico que compite en atletismo, especialista en las carreras de mediofondo. Ganó una medalla de plata en el Campeonato Mundial de Atletismo en Ruta de 2023, en la milla.

## Palmarés internacional
| Campeonato Mundial en Ruta | Campeonato Mundial en Ruta | Campeonato Mundial en Ruta | Campeonato Mundial en Ruta |
| Año                        | Lugar                      | Medalla                    | Prueba                     |
| -------------------------- | -------------------------- | -------------------------- | -------------------------- |
| 2023                       | Riga (Letonia)             | Medalla de plata           | Milla                      |